# Lomariopsis marginata
Espèce
Lomariopsis marginata est une espèce de plantes de la famille des Lomariopsidaceae. C'est une fougère épiphyte originaire du Brésil et peut être de la Guyane française,.

## Systématique
Le nom correct complet (avec auteur) de ce taxon est Lomariopsis marginata (Schrad.) Kuhn.
L'espèce a été initialement classée dans le genre Lomaria sous le basionyme Lomaria marginata Schrad..
Lomariopsis marginata a pour synonymes :
- Acrostichum erythrodes Kunze
- Lomaria fraxinifolia Raddi
- Lomaria marginata Schrad.
- Lomaria scandens Hook.f. & Baker
- Lomaria scandens Raddi
- Lomariopsis elongata Fée
- Lomariopsis erythrodes (Kunze) Fée
- Lomariopsis fraxinifolia (Raddi) Pic.Serm.
- Lomariopsis lanceolata Holttum
- Lomariopsis speciosa Holttum
- Olfersia lanceolata Klotzsch
- Olfersia speciosa Klotzsch
- Stenochlaena erythrodes (Kunze) Underw.
- Stenochlaena marginata var. phlebodes Domin
- Stenochlaena marginata (Schrad.) C.Chr.